# Sport à Auxerre

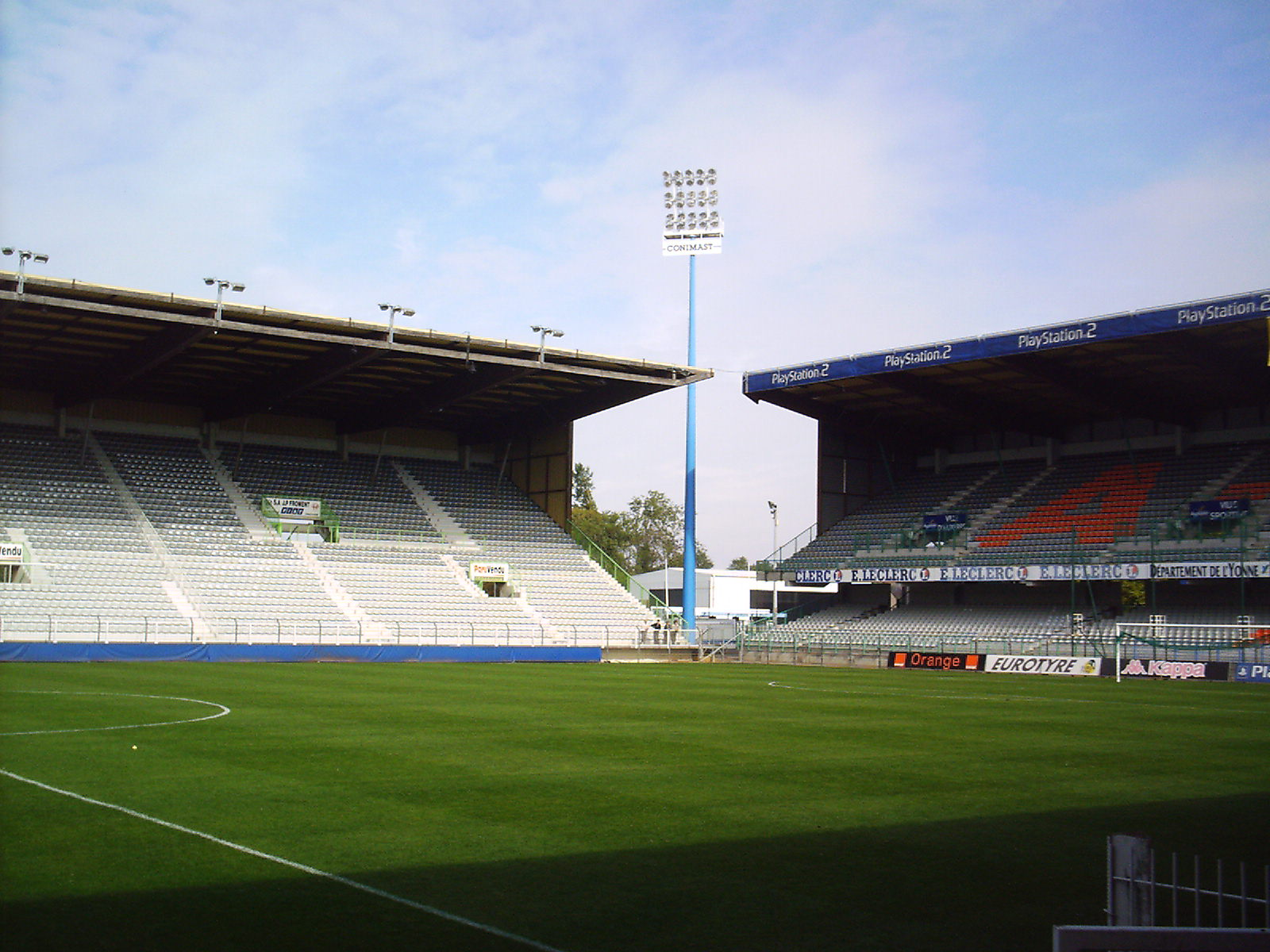
Le stade de l'Abbé Deschamps

Auxerre est une commune française, chef-lieu du département de l'Yonne, dans la région Bourgogne-Franche-Comté.
La ville d’Auxerre reste une ville très dynamique en matière de sport. Derrière son club de football professionnel l'AJ Auxerre, de nombreuses autres activités sportives sont pratiquées sur Auxerre. Les 118 clubs et associations sportives offrent aux 11 000 licenciés cumulés la possibilité de pratiquer une cinquantaine de disciplines.

## Installations[2]
La ville compte environ 70 infrastructures permettant la pratique de sport, représentant 50 000 m² d'installations couvertes et 205 000 m² en plein air.

### Stades
- Stade de l’Abbé-Deschamps (football), 23 467 places.
- Stade de l’Arbre-Sec (football), 4000 places.
- Stade Pierre-Bouillot (rugby à XV), 3500 places.

### Complexe sportif
- Complexe sportif des Hauts d’Auxerre
- Le stade nautique
- Un boulodrome
- Un vélodrome

## Sport de haut niveau

### Clubs professionnels
Auxerre ne possède qu'un seul club professionnel, il s'agit de l'AJ Auxerre, Une fois champion de France en 1996. Le club réalise d'ailleurs le doublé Championnat - Coupe de France cette année-là.

### Sportifs célèbres
- Rugby Club Auxerrois : Loïc Van Der Linden

## Sport amateur

### Clubs amateurs
- Athlétisme : YAC Auxerre Athlétisme, AJ Auxerre Marathon Athlétisme, Stade auxerrois, ASPTT Auxerre,
- Basket-ball : AJ Auxerre, Stade auxerrois, FR Augy-Vaux
- Football : Stade auxerrois, FC Auxerre United, CSA Les Cadets d'Auxerre, AS Saint-Siméon, Association des Rosoirs, Envol Rive Droite, FC Piédalloues, Portugais d'Auxerre, AS Dom-Tom
- Football à 7 : AFC Auxerre, AS Brichères, FC Chtack
- Futsal : Association Sportive des Sourds d'Auxerre
- Hockey sur glace : AJA hockey
- Roller : Patronage Laïque Paul Bert
  - artistique
  - roller in line hockey
  - randonnée
  - course : roller de vitesse, roller derby (The Chemical Sisters)
- Rugby à XV : Rugby Club Auxerrois
- Volley-ball : Stade auxerrois, Amicale Sportive Cité Sainte-Geneviève

## Événements sportifs

### Événements exceptionnels
| Année | Étapes                                 | Vainqueurs          | Pays | Maillots jaunes     | Pays |
| ----- | -------------------------------------- | ------------------- | ---- | ------------------- | ---- |
| 1965  | Lyon-Charbonnières-les-Bains - Auxerre | Michael Wright      |      | Felice Gimondi      |      |
| 1965  | Auxerre - Versailles                   | Gerben Karstens     |      | Felice Gimondi      |      |
| 1968  | Besançon - Auxerre                     | Eric Leman          |      | Herman Van Springel |      |
| 1968  | Auxerre - Melun                        | Maurice Izier       |      | Herman Van Springel |      |
| 1972  | Vesoul - Auxerre                       | Marinus Wagtmans    |      | Eddy Merckx         |      |
| 1972  | Auxerre - Versailles                   | Joseph Bruyère      |      | Eddy Merckx         |      |
| 1979  | Dijon - Auxerre                        | Gerrie Knetemann    |      | Bernard Hinault     |      |
| 1979  | Auxerre - Nogent-sur-Marne             | Bernard Hinault     |      | Bernard Hinault     |      |
| 1980  | Auxerre - Fontenay-sous-Bois           | Sean Kelly          |      | Joop Zoetemelk      |      |
| 1981  | Auxerre - Fontenay-sous-Bois           | Johan van der Velde |      | Bernard Hinault     |      |

| Année | Lieu    | Vainqueur | Score | Finaliste         |
| ----- | ------- | --------- | ----- | ----------------- |
| 2007  | Auxerre | RC Cannes | 3-1   | Melun La Rochette |

En juillet 2016 puis en mars 2018 (match amical contre le Japon), l'équipe de France de Football Féminin joue un match au stade de l'Abbé Deschamps.

### Événements annuels
- La Randonnée Auxerre-Vezelay
- Manifestation sportive d'endurance pédestre
- La corrida, une course pédestre qui a lieu tous les ans dans le centre-ville à l'approche de Noël

## Titres et victoires des sportifs Auxerrois
AJ Auxerre (depuis 1905) 
- Champion de France D1 (1) :
  - Champion : 1996.
- Champion de France D2 (1) :
  - Champion : 1980.
- Coupe de France (4) :
  - Vainqueur : 1994, 1996, 2003, 2005.
  - Finaliste : 2015.
- Trophée des champions (1) :
  - Vainqueur : 1996.
- Coupe Intertoto (2) :
  - Vainqueur : 1998, 2006.
- Championnat de France de CFA (1) :
  - Champion : 1999.
- Coupe de Bourgogne (4) : :
  - Vainqueur : 2001, 2002, 2003, 2006.
- Coupe Gambardella (6) :
  - Vainqueur : 1982, 1985, 1986, 1993, 1999, 2000, 2014.

Rugby club auxerrois (depuis 1970) 
- Champion de Bourgogne (75-76, 77-78)